# Tecido adiposo branco
Tecido adiposo branco é um dos dois tipos de tecido adiposo existente em mamíferos (o outro é o tecido adiposo marrom).